# Abdelkrim Mejjati
 (octobre 2013).
Si vous disposez d'ouvrages ou d'articles de référence ou si vous connaissez des sites web de qualité traitant du thème abordé ici, merci de compléter l'article en donnant les références utiles à sa vérifiabilité et en les liant à la section « Notes et références ».
Abdelkrim Mejjati (en arabe : عبد الكريم مجاتي) ou Karim el-Mejjati (30 octobre 1967 - 5 avril 2005), né au Maroc d'une mère française et d'un père marocain, est un terroriste  pour Al-Qaida en Europe et au Maghreb.
Il est l’époux de la veuve noire, Il suivait le courant religieux « Kharidjisme »

## Biographie
Il aurait été formé aux explosifs en Afghanistan.
Il était l'un des responsables du Groupe islamique combattant marocain (GICM) et son principal fondateur. 
Il serait le coordonnateur réel des attentats de Casablanca (16 mai 2003), de
Madrid (11 mars 2004) et des attentats du 7 juillet 2005 à Londres.
Abdelkrim al-Medjati a été tué en Arabie saoudite, le 5 avril 2005.